# 惠勒 (堪薩斯州)
惠勒（英語：Wheeler）為美國堪薩斯州夏延縣的非建制地區。

## 歷史
位在惠勒的郵政局於1888年10月12日開設，期間持續營運直到1988年2月1日裁撤。